# Bélisaire
Pour les articles homonymes, voir Bélisaire (homonymie).
Bélisaire (en grec : Βελισάριος / Belisários ; en latin : Flavius Belisarius), né vers l'an 500 en Macédoine, aux confins de l'Illyrie et de la Thrace, et mort en 565 à Constantinople, était un général romain d'Orient.
Souvent victorieux, il est parfois considéré comme le dernier grand général romain. Par ses succès, il contribue grandement aux reconquêtes de l'empire romain d'Orient voulues par l'empereur Justinien, sous le règne duquel il exerce la plus grande partie de sa carrière.
Il se révèle sur le front oriental, en battant les Sassanides lors de la bataille de Dara en 530. S'il est vaincu l'année suivante à la bataille de Callinicum, il ne perd pas pour autant toutes les faveurs impériales. Plus encore, il joue un rôle cardinal dans l'écrasement de la sédition Nika à Constantinople, qui a mis en péril le pouvoir de Justinien. En 533, il est à la tête d'une armée chargée de conquérir le royaume vandale en Afrique du Nord. Au terme d'une campagne fructueuse, il vainc sans grandes difficultés Gélimer à deux reprises, assurant le retour de la région dans le giron impérial. Deux ans plus tard, il est envoyé combattre les Ostrogoths lors de la guerre des Goths (535-553), dans le but de conquérir l'Italie, cœur historique de l'Empire romain que Justinien espère reconstituer. Là encore, Bélisaire progresse rapidement et entre dans Rome en 536. Mieux, il en soutient victorieusement le siège. Son départ d'Italie en 540 pour combattre à nouveau sur le front perse coïncide avec le retour en force des Ostrogoths, qui l'oblige à revenir dès 542. Malgré des effectifs insuffisants, il parvient à contrecarrer Totila, le roi des Ostrogoths, même si c'est Narsès qui termine la conquête de l'Italie. Durant les années suivantes, Bélisaire est moins actif militairement même s'il défend Constantinople contre un raid des Koutrigoures en 559.
Au cours de sa vie, Bélisaire a été le plus grand général de Justinien mais il est ensuite tombé en disgrâce auprès de celui-ci, parfois pour des rumeurs de participation à des conspirations contre l'empereur. Si sa responsabilité personnelle ne semble jamais avoir été engagée, ces mises à l'écart, notamment celle en 562 peu avant sa mort, ont contribué au développement, dans l'art européen, du mythe d'un général mort dans la misère, mendiant, rejeté par un empereur ingrat. Toutefois, il est nécessaire de relativiser cette image, car Bélisaire n'a jamais été congédié de manière définitive par Justinien et aucun document n'atteste qu'il ait été privé de sa solde et de ses privilèges.

## Jeunesse et premières campagnes

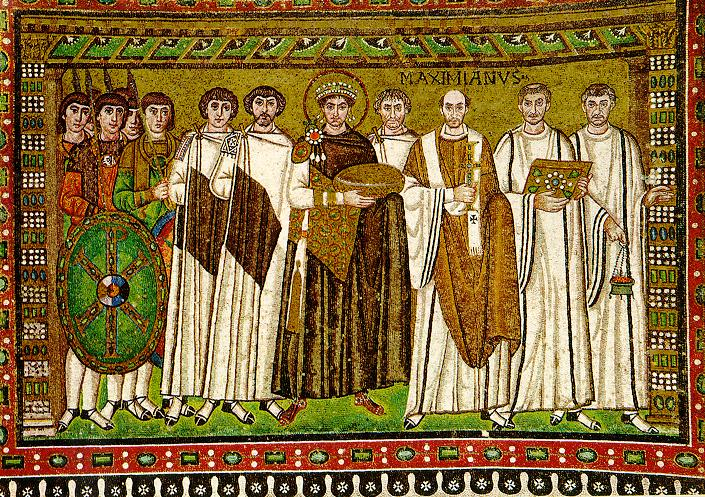
Mosaïque de la basilique de Saint-Vital à Ravenne représentant Justinien (au centre), Bélisaire (à la gauche de Justinien), Narsès (à la droite de Justinien) et son entourage.

Bélisaire est probablement né à Germanée, au cœur des Balkans, il serait d'origine slave, dans le sud-ouest de l'actuelle Bulgarie. Après avoir servi comme garde du corps de l'empereur Justin Ier, il est remarqué par l'empereur et obtient en 526 l'autorisation de former un corps de cavalerie lourde : les bucellaires ou  « mangeurs de biscuits », qu'il emmène effectuer un raid victorieux contre les Gépides en Dacie, au nord du Danube. Ce succès lui permet de porter le nombre des bucellaires à 1 500 hommes, qui seront le fer de lance de ses futures armées.

### Guerre contre les Perses
En 527, le nouvel empereur, Justinien, nomme Bélisaire dux de Mésopotamie, chargé de lutter contre les incursions des Sassanides. L'année suivante, il entreprend la construction d'une forteresse stratégique à Thannuris, au sud de Dara, sur la frontière anatolienne entre les Romans d'Orient et les Perses Sassanides. Ces derniers sont vivement opposés à ce projet et attaquent les ouvriers, entretenant le conflit latent entre les deux empires. Les renforts conduits par Coutzès et Bouzès, au nombre de 30 000, sont vaincus lors de la bataille de Thannuris (dite aussi escarmouche de Mindon) permettant aux Perses de raser le fort en construction. Bélisaire réussit néanmoins à s'enfuir et à se replier sur Dara.
En 530, Bélisaire est à la tête de l'armée qui doit s'opposer à l'invasion perse conduite par Kavadh en personne, l'empereur sassanide. Il est secondé par Hermogène, avec qui il partage le commandement. Il parvient à vaincre les Perses pourtant supérieurs en nombre lors de la bataille de Dara. Cette importante victoire, où les Perses perdent 8 000 hommes, augmente la bonne réputation de Bélisaire et conduit à des célébrations à Constantinople. Cela n'empêche pas les Perses de revenir l'année suivante, progressant en Syrie jusque vers Chalcis. Cependant, ils se replient à l'annonce de l'arrivée de 20 000 Romains d'Orient dirigés par Bélisaire. Ce dernier ne semble pas vouloir affronter un adversaire qui a choisi de se retirer sans combattre. Ce sont ses officiers qui le poussent à l'affrontement le 19 avril. Cette fois, l'armée romaine d'Orient est vaincue à la bataille de Callinicum et Bélisaire s'enfuit en bateau, selon le récit de Jean Malalas.
En réaction, Justinien envoie Constantiolus enquêter sur les causes de cette défaite et son rapport final semble avoir participé au remplacement de Bélisaire par Mundus comme magister militum d'Orient. Toutefois, Procope de Césarée, dans son ouvrage intitulé La Guerre perse dans lequel il est souvent laudateur à propos de Bélisaire, estime qu'il n'est pas responsable de cette défaite. Il considère même que Justinien prévoit déjà de l'envoyer combattre les Vandales, ce qui expliquerait son départ du front oriental, mais cette hypothèse est fort improbable car le projet de conquête de l'Afrique du Nord ne semble alors pas encore à l'ordre du jour.

### Répression de Nika
En dépit de ce retrait du front d'Orient, Bélisaire ne semble pas perdre la confiance de Justinien. En janvier 532, il joue un rôle décisif dans la répression de la sédition Nika. Ce mouvement populaire de protestation embrase la capitale plusieurs jours. Les causes en sont nombreuses mais l'élément déclencheur est la décision de faire exécuter certains meneurs des factions « bleue » et « verte ».
Organisatrices de courses de chars, ces « ligues de supporters » sont aussi le reflet des rivalités socio-économiques à Constantinople, n'hésitant pas à se combattre violemment dans les rues, obligeant les autorités à punir les responsables. En l'occurrence, les « bleus » et les « verts » se sont alliés pour protester contre la rigueur de la sanction et ne tardent pas à proclamer un nouvel empereur en la personne d'Hypatios, un neveu de l'empereur Anastase, mort depuis quelques années.
La situation devient critique et Justinien pourrait avoir pensé à fuir. Toutefois, Bélisaire et Narsès, un autre général, interviennent contre les rebelles. Ils ramènent les « bleus » dans le giron impérial grâce à des cadeaux, et Bélisaire encercle l'hippodrome de Constantinople où sont massés les émeutiers « verts » rétifs à tout compromis, avant d'y faire pénétrer ses soldats qui exercent une répression sanglante. Le nombre total de victimes pourrait dépasser les 30 000 morts. Bélisaire a, en cette occasion, l'appui de l'impératrice Théodora, dont il a épousé l'amie, Antonina. Ce faisant, il adopta plus ou moins Photius, le fils de celle-ci, qui l'accompagna ensuite dans ses conquêtes.

## Reconquête de l'Empire romain d'Occident

### La conquête du royaume vandale

Les conquêtes de l'Empire romain d'Orient en Afrique (533) et en Italie (535-554).

Ses succès en Orient et sa répression de la sédition Nika en font le général le plus important de l'Empire d'Orient, aujourd'hui appelé « byzantin ». C'est donc tout naturellement que Justinien se tourne vers Bélisaire pour reprendre l'Afrique du Nord aux Vandales, dont le royaume était centré sur l'antique Carthage.
C'est une expédition risquée, comme en témoigne le désastre de la précédente tentative de Basiliscus. Bélisaire et sa flotte partent de Constantinople le 22 juin 533 avec 15 000 hommes à bord, dont 10 000 fantassins et 5 000 cavaliers sur 500 navires de transport, escortés par 92 dromons comprenant 2 000 hommes.
Au cours de son trajet, cette flotte fait étape en Sicile avant de débarquer à Caput Vada, au sud de Carthage, à la fin août. Bélisaire peut profiter des troubles internes qui agitent le royaume vandale. Ainsi, le roi Gélimer est engagé dans une guerre contre ses voisins Maures. De ce fait, c'est son frère Ammatas qui est chargé de la défense de Carthage.
Toutefois, Bélisaire reste prudent et décide de longer la côte par la terre, accompagné par la flotte. Rapidement, Bélisaire est attentif à la discipline de ses troupes. Conscient que l'efficacité de la reconquête dépend du soutien de la population locale, il punit sévèrement les soldats qui se livrent à des pillages. De ce fait, plusieurs cités romano-berbères ouvrent leurs portes à l'armée byzantine.
Dans le même temps, Gélimer élabore son plan d'attaque, qui donne lieu à la bataille de l'Ad Decimum le 13 septembre 533. Il projette d'assaillir l'armée adverse de trois côtés. Lui-même doit venir de l'arrière avec le gros de l'armée, tandis que son frère doit attaquer les forces de Bélisaire de front et une petite troupe dirigée par Gibamond doit les prendre de flanc.
Toutefois, la coordination entre ces trois groupes est imparfaite. Ammatas arrive trop tôt et est facilement mis en déroute et tué par l'avant-garde byzantine commandée par Jean l'Arménien.
De même, Gibamond se retrouve seul face à l'armée byzantine et, notamment, face aux archers massagètes, placés par Bélisaire sur son aile gauche. Par conséquent, Gibamond est aisément vaincu.
Néanmoins, l'armée de Bélisaire est mise en difficulté par celle de Gélimer, jusqu'à ce que ce dernier tombe sur le corps de son frère et décide de l'inhumer. Bélisaire en profite pour rassembler ses hommes avant de charger les Vandales et de les mettre en déroute.
Le dimanche 15 septembre, Bélisaire peut entrer facilement dans Carthage et s'assoir sur le siège du chef vandale.
Rapidement, il prend des mesures en faveur des chrétiens trinitaires opprimés par les Vandales, chrétiens ariens. Bélisaire rend la basilique de Saint-Cyprien aux trinitaires (rétrospectivement désignés comme « catholiques » par les sources occidentales ultérieures) mais fait preuve de modération envers les ariens qu'il s'abstient de persécuter. L'évêque de Rome retrouve ainsi son autorité sur l'Afrique du Nord revenue dans le giron impérial.
Bélisaire envoie Solomon à Constantinople pour transmettre la nouvelle puis prend soin de rétablir les défenses de Carthage et érige plusieurs monuments, dont un bain public baptisé du nom de l'impératrice. En outre, il reçoit les émissaires des nombreux peuples berbères qui vivent dans l'arrière-pays carthaginois, souvent opposés à l'autorité vandale. Ils reconnaissent la suzeraineté byzantine et Bélisaire les récompense en retour.
En dépit de leurs défaites, les Vandales dirigés par Gélimer sont toujours actifs et se sont regroupés dans la plaine de Bulla Regia.
Bélisaire décide de quitter Carthage pour se porter à leur rencontre, d'autant que le chef vandale reçoit le soutien de la force qu'il a envoyé en Sardaigne pour mater une révolte des Romains trinitaires locaux.
Les deux armées s'affrontent lors de la bataille de Tricamarum, à vingt-cinq kilomètres de Carthage. Dans un premier temps, Bélisaire fait charger sa cavalerie qui repousse les Vandales dans leur camp, avant de l'assaillir par l'infanterie, poussant Gélimer à la fuite. Il le fait poursuivre par une troupe de deux cents cavaliers conduits par Jean l'Arménien mais celui-ci meurt accidentellement.
Gélimer se réfugie alors sur le mont Papwa, difficilement accessible l'hiver, et Bélisaire ne laisse qu'une petite garnison pour l'assiéger, préférant parachever sa conquête du royaume des Vandales en envoyant des détachements en Sardaigne, dans les Baléares, en Corse et dans quelques garnisons de Maurétanie, notamment Septem et Tingis.
Finalement, en mars 534, Gélimer consent à se rendre à Bélisaire. Le succès de ce dernier est total et suscite la jalousie à Constantinople, poussant certains généraux à l'accuser de complots. Il est difficile de savoir si Justinien prend ou non au sérieux ces accusations mais il rappelle Bélisaire et nomme Solomon comme gouverneur.
À son retour dans la cité impériale, accompagné de Gélimer, Bélisaire est récompensé d'un triomphe, même si Procope affirme que c'est Justinien qui est dépeint comme le vainqueur.
Pour autant, une monnaie est frappée en l'honneur de la conquête du royaume vandale présentant Justinien à l'avers et Bélisaire au revers, qualifié de « gloire des Romains ».

### À l'assaut de la péninsule italienne

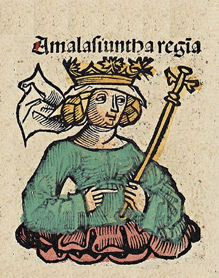
Amalasonte, reine des Ostrogoths. Illustration de La Chronique de Nuremberg (1493).

En 535, la deuxième étape de la politique extérieure expansionniste de Justinien débute. Il s'agit de la reconquête de l'Italie dominée alors par le Royaume ostrogoth.
Justinien prend comme prétexte la déposition de la reine Amalasonthe, favorable aux byzantins, par son mari Théodat, pour intervenir.
Bélisaire est placé à la tête d'une force de 10 000 hommes (7 000 réguliers, des bucellaires et 500 Barbares), chargée d'attaquer les Ostrogoths depuis le sud, tandis que Mundus fait campagne en Dalmatie.
Bélisaire débarque à Catane vers le mois de juin 535 et il soumet la Sicile avant la fin de l'année, seule Palerme lui résiste durant un temps.
Pour réduire cette opposition, il assiège la cité par terre et par mer. Il profite du fait que les mâts des navires surplombent les murailles pour y établir des plates-formes, permettant aux archers de tirer directement dans la ville, provoquant sa reddition.
Grâce à cette conquête rapide, la Sicile est relativement préservée de la guerre et retrouve rapidement sa prospérité.
Le 31 décembre, il entre à Syracuse où il organise un triomphe célébrant cette conquête. Conformément à la tradition, il distribue des pièces d'or à la foule.
Toutefois, l'action de Bélisaire en Italie est interrompue dès l'année suivante car il doit revenir en Afrique. En effet, Solomon a été contraint à la fuite à la suite d'une mutinerie dirigée par Stotzas, ce qui nécessite l'intervention de Bélisaire qui vainc les rebelles. La rébellion réduite, il débarque rapidement dans le sud de l'Italie, progressant sans difficulté jusqu'à Naples.
Cette fois, il est contraint de mettre le siège devant la cité, bien fortifiée. Finalement, au bout de seulement vingt jours, la ville tombe car Bélisaire parvient à y faire pénétrer quatre cents de ses soldats par un aqueduc. De nouveau, il souhaite préserver la cité et ses habitants du pillage mais il ne peut retenir l'ensemble de ses troupes, notamment les Huns.
Le roi Théodat se montre incapable de faire face à la progression byzantine. De ce fait, Bélisaire continue sa route vers le nord et entre dans Rome sans combattre, le 9 décembre 536. En effet, le pape Silvère intervient dans les négociations et la garnison des Goths, forte de 4 000 hommes, quitte l'ancienne cité impériale avant l'arrivée des Byzantins.
C'est un succès de grand prestige pour Bélisaire, permettant à l'Empire romain d'Orient de reprendre le contrôle de l'antique cœur du monde romain. Comme à Carthage, il prend le soin de renforcer les défenses de la cité, recrute des soldats parmi les habitants et envoie des contingents prendre des cités voisines, notamment Spolète et Pérouse.
Néanmoins, dans le même temps, les Ostrogoths ont élu un nouveau roi, Vitigès. Celui-ci décide d'emblée de contre-attaquer et se dirige vers Rome pour l'assiéger avec une armée importante en février 537. En face, Bélisaire ne dispose que de 5 000 hommes, déployés sur vingt kilomètres de murailles. Il tente une sortie avec un millier de soldats et faillit périr dans le combat qui s'ensuit. Procope de Césarée loue alors son engagement direct dans la bataille pour en rétablir la situation. Bélisaire parvient cependant à organiser une défense efficace, repoussant les assauts et faisant parfois des sorties.
Il demande aussi des renforts à Justinien, d'autant que la population romaine fait preuve d'une certaine défiance à l'égard de Bélisaire. Ce dernier n'hésite pas à déposer le pape Silvère et à le faire remplacer par Vigile quand il le soupçonne de trahison, notamment car il refuse de reconnaître le patriarche Anthime Ier de Constantinople.
Procope de Césarée, dont la version des faits est confirmée par le Liber Pontificalis, affirme qu'il agit aux ordres de sa femme, désireuse de voir Silvère mis à l'écart. Toutefois, il est difficile de confirmer une telle hypothèse. Quoi qu'il en soit, il convoque le clergé romain pour qu'il élise un successeur, en la personne de Vigile.
En dépit du siège, Bélisaire reçoit des renforts au nombre de 1 600 cavaliers. Pour autant, plus le siège s'installe dans la durée, plus les assiégés commencent à souffrir de la faim. Bélisaire parvient à réaliser quelques sorties qui permettent de s'emparer des vivres adverses, les Ostrogoths eux-mêmes souffrant du manque d'approvisionnement.
En décembre, des provisions parviennent à être acheminées à Rome sur le Tibre et bientôt, ce sont les Ostrogoths qui montrent les plus grands signes de lassitude. Vitigès tente de négocier la reddition, sans résultats. Bélisaire accepte seulement une trêve de trois mois, le temps qu'une ambassade arrive à Constantinople.
Néanmoins, Bélisaire en profite pour reprendre des positions, notamment la ville de Porto ou Civitavecchia. Finalement, face à la progression des Byzantins au nord de l'Italie, Vitigès est contraint de lever le siège en mars 538.
Quelques semaines après la fin du siège, Bélisaire repart à l'offensive. Désormais, il progresse vers le nord de l'Italie, prenant Todi, Chiusi ou encore Pertusa. Il en profite aussi pour intégrer certains des prisonniers dans sa propre armée pour la renforcer. Il envoie un détachement jusqu'à Milan et un autre à Rimini, tenue par Jean, auquel il demande de harceler l'armée de Vitigès en approche, ce qu'il refuse de faire.
En outre, le général Narsès arrive en Italie à Ancône avec 7 000 hommes. Bélisaire décide de le rejoindre près de Fermo. Pour autant, les deux généraux byzantins ne s'entendent pas sur la marche à suivre. Narsès veut soulager Rimini, ce à quoi s'oppose Bélisaire, se défiant probablement de Jean qui refuse d'obtempérer à ses ordres.
Il accepte finalement de se diriger vers Rimini quand il apprend que les assiégés sont sur le point de céder. Il dirige le gros de l'armée avec Narsès en route depuis l'intérieur des terres, tandis que la flotte commandée par Ildiger doit approcher de la cité assiégée et qu'une troisième force longe la côte. Les Ostrogoths ne tardent pas à se retirer face à ce déploiement de force, ce qui ne met pas fin aux dissensions entre Bélisaire, préférant se concentrer sur le siège d'Urbino, et Narsès.
Bélisaire poursuit son travail de conquête des places-fortes adverses après la chute d'Urbino. Il s'empare d'Orvieto avant d'apprendre que Milan est assiégée par des Burgondes, envoyés de Thibert Ier, le roi des Francs. Cependant, la ville tombe en mars 539 car Jean et Justin, à la tête de la troupe de renforts, s'arrêtent en chemin et demandent un ordre écrit de Narsès, qu'ils finissent par obtenir mais trop tardivement pour arriver en temps.
Cet échec, conduisant à la destruction de la ville, décide Justinien à rappeler Narsès pour éviter que les divergences entre les généraux byzantins ne continuent à entraver la conquête de l'Italie.
Bélisaire redevient le général en chef des forces byzantines en Italie et il peut mettre en œuvre sa stratégie librement. Il s'empare d'Auximum et ses généraux Jean et Martin reprennent Fiesole. Pour favoriser la reddition des places fortes, Bélisaire fait des promesses aux soldats goths, notamment de les enrôler dans l'armée byzantine.
La progression byzantine est un temps entravée par une incursion des Francs dont Bélisaire se plaint directement auprès de Thibert.
En 540, Bélisaire décide de s'attaquer à Ravenne, la grande cité de la fin de l'Empire romain d'Occident.
Du côté de l’Adriatique, la marine byzantine empêche tout ravitaillement. Bélisaire espère ainsi réduire la cité par la famine. Vitigès tente de négocier avec Justinien, lui proposant un découpage de la péninsule avec le maintien du royaume ostrogoth au nord. Toutefois, il exige la signature de Bélisaire, ce que ce dernier refuse car il estime être en mesure de remporter la victoire. Finalement, il feint d’accepter la proposition des Goths de devenir roi d’Italie, ce qui lui permet de prendre Ravenne, tout en capturant Vitigès.
Ce succès d’importance marque la fin de la campagne de Bélisaire en Italie. En effet, Justinien rappelle son meilleur général pour qu’il combatte les Sassanides, car Chosroès Ier a rouvert les hostilités. Il est possible aussi qu’il se méfie de Bélisaire, craignant qu’il ne cède aux propositions des Goths de le faire roi d’Italie.
Quoi qu’il en soit, il ne le récompense pas d’un triomphe, peut-être par peur de renforcer encore la popularité de son général. En outre, ce dernier s’applique à ce que le succès de la conquête de l’Italie soit attribuée en premier lieu à l’empereur.

### Retour en Italie

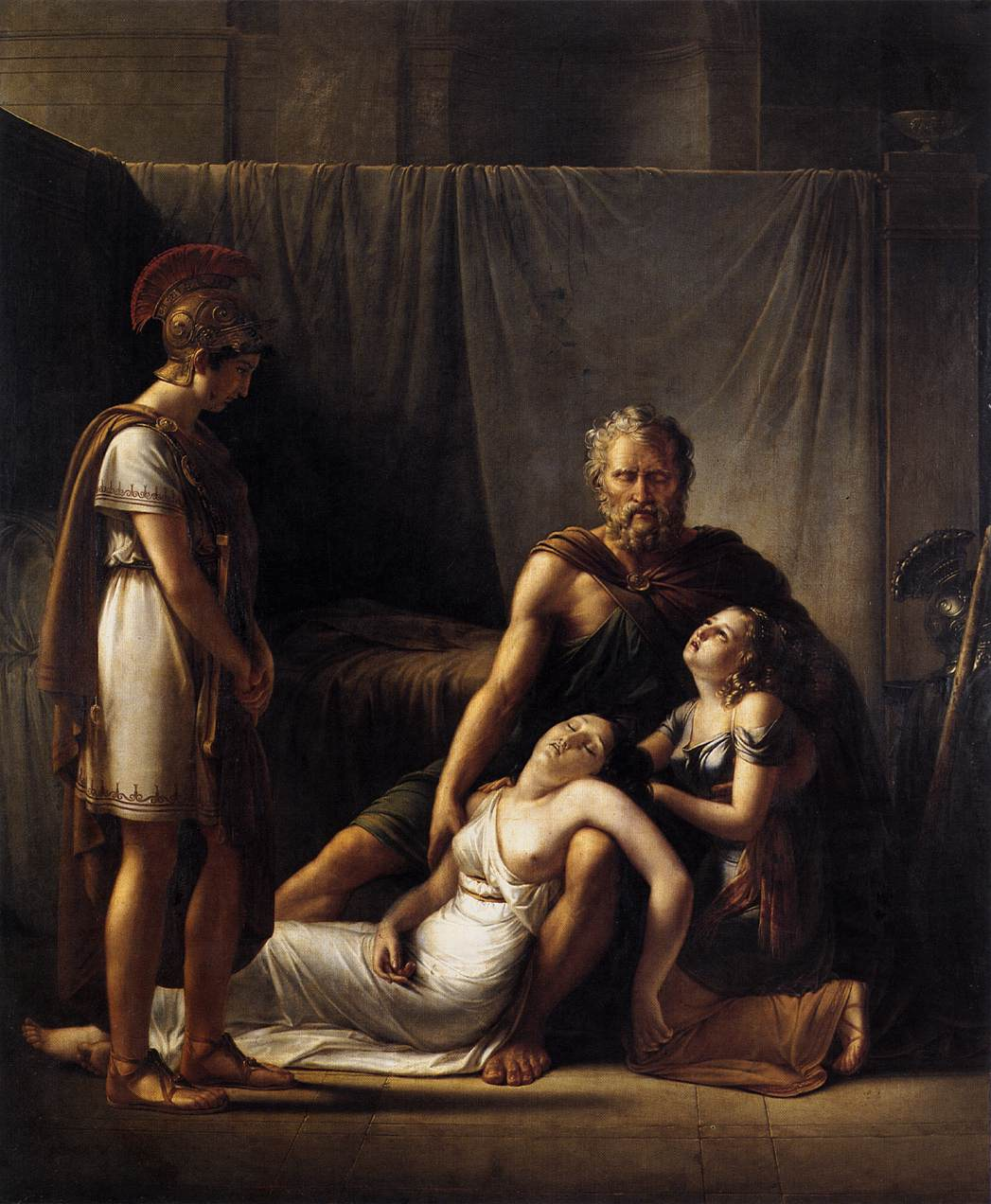
La Mort de la femme de Bélisaire par François-Joseph Kinson (v. 1817).

Le départ de Bélisaire de l'Italie coïncide avec un retour en force des Ostrogoths.
Ceux-ci ont nommé un nouveau roi en la personne de Totila, qui se fixe pour objectif de reprendre le terrain perdu. Face à ses succès, Justinien se résout à rappeler Bélisaire mais sans lui rendre ses bucellaires.
De ce fait, il doit lever sa propre armée en Thrace et la former. Fin 544, il est de retour à Ravenne avec 4 000 hommes peu expérimentés. Il parvient à faire lever les sièges d’Otrante et d’Auximum mais, conscient de la faiblesse de son armée, refuse de combattre son adversaire directement. Il ne peut donc empêcher Totila de poursuivre ses succès.
Il demande à l’empereur des renforts, sans succès. Justinien envoie tout de même Narsès recruter des Hérules en Illyrie.
Dans le même temps, les Ostrogoths ont mis le siège devant Rome en 545. Bélisaire est alors à Dyrrachium, dans l'attente de nouvelles troupes. Quand celles-ci arrivent, Bélisaire a conscience que Rome peut tomber rapidement et demande à Jean, le neveu de Vitalien, de débarquer en Calabre et de remonter vers la cité romaine depuis le sud. Dans le même temps, il décide de se rendre vers la ville assiégée par la mer. Toutefois, si Jean reprend des positions aux Ostrogoths, il s'arrête dans la région du Bruttium.
Bélisaire a débarqué à l'embouchure du Tibre et tente d'envoyer deux cents navires de ravitaillement à la garnison romaine. Cette opération échoue de peu car Bessas, le chef de la garnison, n'attaque pas les Ostrogoths et ceux-ci peuvent donc intercepter le convoi. Bélisaire décide alors de se retirer car il apprend, à tort, que Porto, où il a débarqué et où se trouve sa femme, a été pris par Totila. Peu après, il tombe gravement malade, ne peut soutenir Bessas et Rome tombe le 17 décembre 546.
Néanmoins, Totila ne réoccupe pas la ville et repart en campagne. Bélisaire peut donc la reconquérir sans coup férir en avril 547. Fidèle à son habitude, il est attentif à restaurer les fortifications de la cité pour soutenir un éventuel nouveau siège. En l'occurrence, les forces envoyées par Totila sont incapables de reprendre Rome.
Bélisaire se rend à Messine pour passer l'hiver 547-548 avant de repartir combattre dans le Bruttium. Il envoie ensuite une expédition de secours à la garnison assiégée de Ruscianum, qui finit tout de même par se rendre.
En outre, en juin, il envoie Antonina demander de l'aide, comptant sur son amitié avec l'impératrice Théodora. Malheureusement, celle-ci vient de mourir et Bélisaire est rappelé une nouvelle fois à Constantinople, quelques mois plus tard. Il semble alors qu'il ne détient aucun poste d'importance durant plusieurs mois et qu'aucun général en chef n'est nommé en Italie.
Justinien est alors profondément affecté par la mort de son épouse et la dégradation de la situation au sein de l'Empire et à ses frontières. Finalement, c'est Narsès qui, à partir de 552, mène la phase finale de la conquête de l'Italie.

## Dernières campagnes

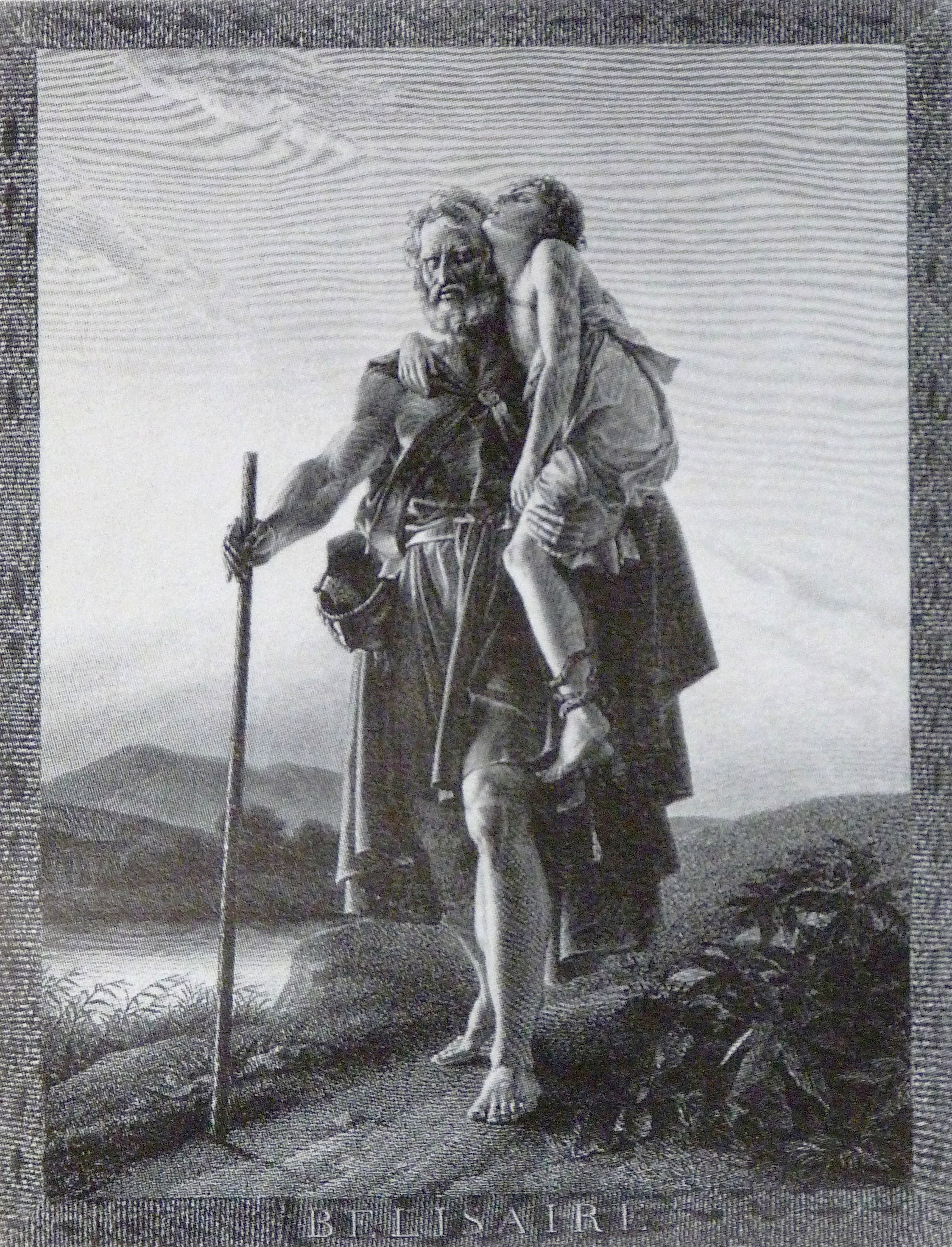
Bélisaire, gravure d’Auguste Desnoyers (1810), d'après le tableau de François Gérard (1795).

Bélisaire est écarté alors de tout poste officiel, hormis en 553 où il est envoyé par l'empereur Justinien au deuxième concile de Constantinople pour négocier avec le pape Vigile du statut des hérétiques chalcédoniens très présents dans l'empire byzantin.

### Sauveur de Constantinople
Le dernier fait d'armes de Bélisaire intervient en 559. 
Cette année là, une horde d'environ 7 000 Huns Koutrigoures, dirigés par leur chef Zabergan, envahissent les Balkans et parviennent à franchir le mur d'Anastase, endommagé par un tremblement de terre. Après avoir vaincu les scholes qui avaient été envoyés contre eux[réf. nécessaire], ils arrivent sous les murailles de Constantinople et paradent sous la Porte d'Or.
Dépourvu de troupes pour défendre la capitale, Justinien se décide à rappeler Bélisaire de sa retraite. Ce dernier réunit alors 300 de ses vétérans et quelques volontaires, mobilise les chevaux disponibles dans la ville, y compris ceux de l'hippodrome et parvient à surprendre et défaire l'avant-garde adverse, forte de 2 000 cavaliers, à la bataille de Mélantias. 
Selon Agathias, Bélisaire aurait eu recours à un stratagème : lors de l'embuscade, il fait agiter des branchages pour soulever un nuage de poussière, pour faire croire aux Koutrigoures qu'une armée importante est en marche. Entre la surprise de l'embuscade, le choc de la charge de cavalerie byzantine, et la crainte de voir arriver une armée nombreuse arriver sur le champ de bataille, les troupes de Zabergan sont mises en déroute.
Cependant, Justinien aurait empêché Bélisaire de poursuivre les Koutrigoures qui continuent alors de piller la Thrace avant de se retirer au-delà des frontières impériales.

### Complot de 562 et retraite
En 562, un complot contre l'empereur est dévoilé et les protagonistes sont arrêtés. L'un d'entre eux, Sergius, est torturé et accuse Bélisaire de complicité.
Rien n'indique que cette information soit exacte mais Isaac, l'intendant de Bélisaire qui a participé au financement des conspirateurs, confirme l'information, de même qu'un officier de la maison de Bélisaire. Celui-ci ne se défend pas de ces accusations et tombe en disgrâce.
Placé en résidence surveillée, il retrouve ses dignités et les faveurs de l'empereur dès l'année suivante. Il meurt en mars 565.
Georges Tate estime très improbable la participation de Bélisaire à ce complot car le général byzantin est déjà âgé, a déjà démontré à plusieurs reprises sa loyauté et aurait eu les moyens d'une rébellion plus efficace à l'époque où il dirigeait des armées importantes. Vincent Puech souligne que l'association à ce complot est plutôt mise en avant par Aetherius et ses partisans, qui sont les véritables instigateurs, pour se disculper. 
Toutefois, cette brève mise à l'écart par Justinien a nourri une légende selon laquelle Bélisaire meurt dans le plus profond dénuement, souffrant de l'ingratitude d'un empereur qu'il a toujours servi avec fidélité.

## Postérité
L'historien Charles Diehl écrit que Bélisaire était très populaire parmi ses soldats en raison de son physique avantageux, de son courage pendant la bataille et de sa générosité après les combats mais qu'il manquait de fermeté. Il juge Bélisaire tenace et très bon tacticien, mais considère qu'il manquait d'énergie et d'audace. Ce serait ainsi plus un général chanceux qu'un grand général. D'une fidélité sans borne à l'empereur Justinien, Bélisaire n'eut jamais d'ambition politique mais subit beaucoup l'influence de sa femme, Antonina, à qui il pardonna ses nombreux excès (bien que Procope, le secrétaire particulier de Bélisaire, ait sans nul doute beaucoup exagéré à ce sujet dans son Histoire secrète).

### La légende du mendiant aveugle
Les multiples désaveux dont fut victime ce fidèle serviteur du monarque, et en particulier la légende de Bélisaire aveugle, mendiant sur les routes, en firent dans la conscience collective le symbole de l'ingratitude des puissants.
Il semble qu'une confusion avec le destin d'un adversaire de Bélisaire, le préfet Jean de Cappadoce, qui sera exilé, ait donné naissance à cette légende.
Quant à l'aveuglement, il s'agit d'un châtiment typiquement byzantin, qui permet d'éliminer définitivement un rival politique sans recourir aux extrémités d'un assassinat.

On en trouve la trace pour la première fois dans les Chiliades du moine Jean Tzétzes au XIIe siècle :
"Enfin, aveuglé par l'envie, ô fortune instable,
Tenant un bol à boire en bois, il crie au loin

Faites l'aumône au général Bélisaire".
Ce motif connaît un regain de succès à partir de 1767, lorsque l'académicien Jean-François Marmontel consacre à Bélisaire un conte philosophique et politique homonyme, dont la trame prend appui sur l'aveuglement de Bélisaire par Justinien.

Marmontel n'est pas dupe pour autant, et souligne dès sa première préface qu'il s'éloigne de la vie du personnage historique.
"Je sais, et je ne dois pas dissimuler qu'on peut regarder le fait sur lequel est établi le plan de ce petit ouvrage, plutôt comme une opinion populaire, que comme une vérité historique. Mais cette opinion a si bien prévalu, et l'idée de Bélisaire aveugle et mendiant est devenue si familière, qu'on ne peut guère penser à lui, sans le voir comme je l'ai peint."

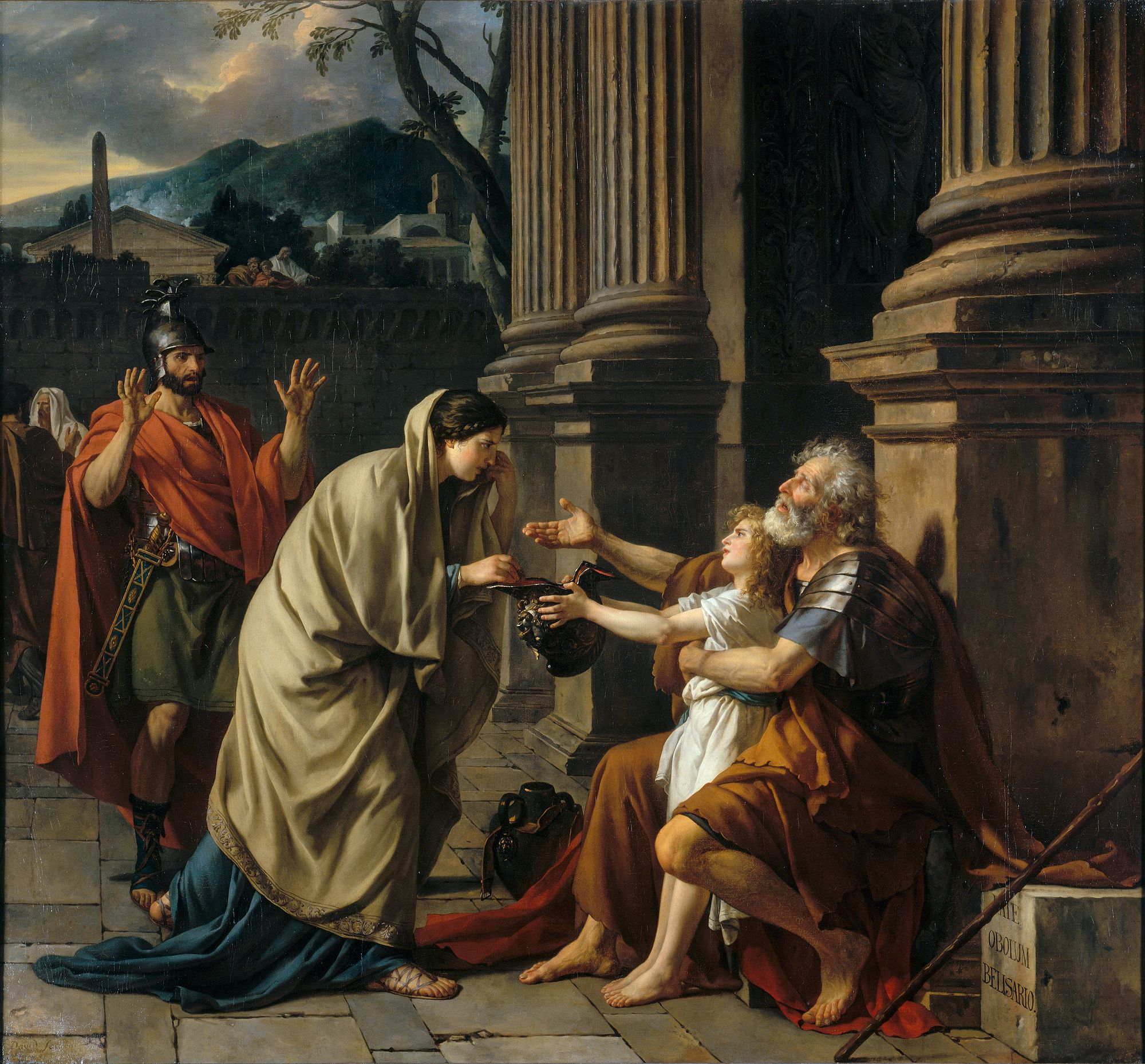
Bélisaire demandant l'aumône de Jacques-Louis David.

### Littérature
En 1625, Antonio Mira de Amescua publie El ejemplo mayor de la desdicha.
En 1641, Nicolas Mary écrit une tragédie intitulée Bélisaire, qui est dédiée à François de Rostaing, comte de Bury.
En 1767, Jean-François Marmontel publie Bélisaire, roman philosophique et politique. Les principaux thèmes en sont le dévouement à l'État, l'ingratitude des puissants, les impôts, la conscription, la tolérance religieuse ; idéaux qui marqueront la révolution française. Le livre rencontre un certain succès et fait l'année même de sa publication l'objet d'une polémique et d'une censure par la Sorbonne.
Voltaire y répond par ses Anecdotes sur Bélisaire.,
En 1795 Margaretta Faugères publie Bélisaire.
Au XVIIIe siècle, Friedrich de la Motte Fouque publie Beliar.
En 1867, Felix Dahn publie une lutte pour Rome
Au XIXe siècle, Henry Wadsworth Longfellow publie Belisarius.
Dans Le Grand Meaulnes (Alain-Fournier) Bélisaire est le nom du cheval d'Yvonne de Galais.
Louis-Ferdinand Céline évoque Bélisaire dans le chapitre 2 de Voyage au bout de la nuit (1932) : « … à l’instant même, arriva vers nous au pas de gymnastique, fourbu, dégingandé, un cavalier à pied (comme on disait alors) avec son casque renversé à la main, comme Bélisaire… ».
En 1938, Robert Graves publie Count Belisarius.
Bélisaire est également un personnage du roman uchronique de science-fiction De peur que les ténèbres de Lyon Sprague de Camp en 1939.
Bélisaire a inspiré le personnage Bel Riose du roman de science-fiction d'Isaac Asimov, Fondation et Empire.

### Musique
Le roman de Marmontel inspire directement deux œuvres musicales.
En 1801, Pierre-Jean Garat (musique) et Népomucène Lemercier (paroles) composent une romance intitulée Bélisaire.
Gaetano Donizetti composent l'opera seria Belisario, dont le livret est écrit par Salvatore Cammarano, dont la première représentation a lieu à la Fenice de Venise en 1836.
L'histoire de Bélisaire est contée dans la chanson Belisarius de Farya Faraji en 2023, mélangeant des paroles en latin, des chants byzantins et des sonorités traditionnelles grecques.

### Arts graphiques
Au VIe siècle, le général Bélisaire est représenté à la droite de Justinien sur l'une des plus fameuses mosaïques de la basilique Saint-Vital de Ravenne.

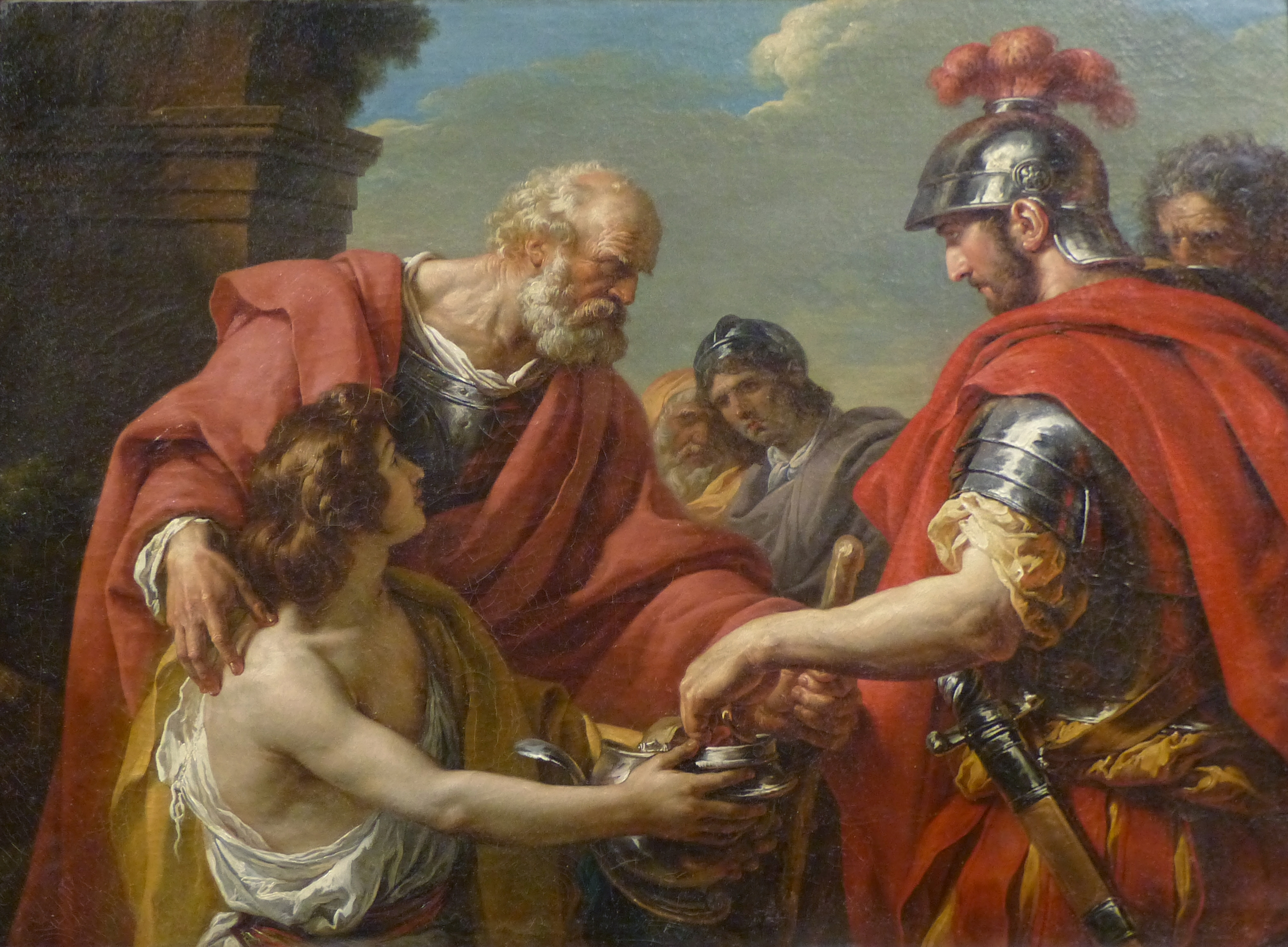
Bélisaire, réduit à la mendicité, secouru par un officier de l'empereur Justinien, par François-André Vincent (1776). Musée Fabre, Montpellier.

Bélisaire, mendiant aveugle, est un sujet de nombreux peintres et graveurs à partir du XVIIe siècle.
Salvator Rosa peint un Bélisaire, qui inspirera notamment une gravure de Robert Strange en 1757.
François-André Vincent peint en 1776 un Bélisaire, réduit à la mendicité, secouru par un officier des troupes de l'empereur Justinien.
Jacques-Louis David peint en 1780 son Bélisaire demandant l'aumône ; c'est l'une des premières peintures néo-classique de l'artiste, elle le fait admettre à l'académie et rencontre un important succès au Salon de 1781. Elle inspirera le graveur Auguste Gaspard Louis Desnoyers.
François-Joseph Kinson, peint en 1817 La Mort de la femme de Bélisaire.
Le Bélisaire de François Gérard, présenté au Salon de 1795, contribue à lancer la carrière du peintre.

### Cinéma
Le général byzantin est l'un des principaux personnages du film muet italien Théodora (1921), de Leopoldo Carlucci.
Bélisaire est également un des personnages du film d'aventure Pour la conquête de Rome I de Robert Siodmak.

### Bande dessinée
Bélisaire est un des personnages de la série de bande dessinée Maxence qui se déroule au début du règne de l'empereur Justinien de 532 à 534.